# Landesregierung Wallner IV
- ÖVP: 5
- FPÖ: 2

Die Landesregierung Wallner IV ist die Vorarlberger Landesregierung der 32. Gesetzgebungsperiode (2024–2029) unter der Führung von Landeshauptmann Markus Wallner (ÖVP).

## Geschichte
Nach der Landtagswahl am 13. Oktober 2024, bei der die Vorarlberger Volkspartei (ÖVP) trotz starker Verluste abermals deutlich stimmenstärkste Partei wurde und die Vorarlberger Freiheitlichen (FPÖ) stark dazugewinnen konnten und zweitstärkste Kraft im Vorarlberger Landtag wurden, traten die beiden Parteien in Verhandlungen zur Bildung einer Regierungskoalition zusammen. Seit ihrer Angelobung in der konstituierenden Landtagssitzung am 6. November 2024 ist die so gebildete Schwarz-blaue Koalition die zweite Periode der Regierungszusammenarbeit von ÖVP und FPÖ auf Vorarlberger Landesebene nach den Jahren der Konzentrationsregierung (unter Einschluss der SPÖ Vorarlberg) von 1949 bis 1974 sowie den darauffolgenden Jahren der ersten Schwarz-Blauen Koalitionsregierungen bis 2009.
Am 11. November 2024 wurde Markus Wallner in der Wiener Hofburg als Vorarlberger Landeshauptmann angelobt. Aufgrund einer Bandscheibenoperation von Bundespräsident Alexander Van der Bellen wurde die Angelobung von Bundeskanzler Karl Nehammer vorgenommen.

## Regierungsmitglieder
| Amt               | Bild | Name                | Partei | Partei | Zuständigkeitsbereiche |
| ----------------- | ---- | ------------------- | ------ | ------ | --- |
| Landeshauptmann   |      | Markus Wallner      |        | ÖVP    | - Finanzangelegenheiten - Feuerwehren, Hilfs- und Rettungswesen, Katastrophenbekämpfung - Vermögensverwaltung - Gebarungskontrolle - Europaangelegenheiten, Außenbeziehungen und Entwicklungszusammenarbeit - Wahlen - Personal - Informatik - Regierungsdienste |
| Landesstatthalter |      | Christof Bitschi    |        | FPÖ    | - Verkehrsrecht - Straßenbau - Öffentlicher Verkehr - Radwege - Eisenbahninfrastruktur - Familienförderung - Jugendförderung |
| Landesrat         |      | Daniel Allgäuer     |        | FPÖ    | - Inneres und Sicherheit - Staatsbürgerschaft - Integration - Energie - Hochbau- und Gebäudewirtschaft - Maschinenbau und Elektrotechnik |
| Landesrat         |      | Christian Gantner   |        | ÖVP    | - Landwirtschaft und Regionen - Forstangelegenheiten - Gewässerschutz und Wasserwirtschaft - Veterinärangelegenheiten - Jagd und Fischerei - Wildbach- und Lawinenverbauung - Katastrophenfonds - Umwelt und Klimaschutz - Abfallwirtschaft                      |
| Landesrätin       |      | Martina Rüscher     |        | ÖVP    | - Gesundheit und Sport - Soziales - Pflege - Chancengleichheit und Behinderung - Sozialpsychiatrie und Sucht - Sanitätsangelegenheiten - Lebensmittelsicherheit und Verbraucherschutz                                                                            |
| Landesrätin       |      | Barbara Schöbi-Fink |        | ÖVP    | - Kinderbetreuung und Kindergarten - Schule und Bildung - Schülertagesbetreuung - Kinder- und Jugendhilfe - Wissenschaft und Weiterbildung - Frauen und Gleichstellung - Senioren - Kunst und Kultur - Gesetzgebung                                              |
| Landesrat         |      | Marco Tittler       |        | ÖVP    | - Wirtschafts- und Arbeitsmarktpolitik - Wirtschaftsrecht - Verkehrspolitik - Wohnbauförderung - Raumplanung, Baurecht, Gemeindeentwicklung - Telekommunikation - Tourismus                                                                                      |

## Kritik am Regierungsprogramm
Nachdem am 5. November 2024 von ÖVP und FPÖ das zukünftige Regierungsprogramm vorgestellt wurde, hat die Opposition durchwegs dieses vehement kritisiert. Die Grünen sehen zahlreiche Rückschritte, die NEOS „erschreckende Ambitionslosigkeit“ und die SPÖ keine Verbesserungen für die Vorarlberger. Der Landesvorsitzender des Österreichischen Gewerkschaftsbundes, Reinhard Stemmer, kritisiert das Regierungsprogramm als „mutlos“ und „ohne Perspektive zur Weiterentwicklung“. Er sieht einen „Stillstand“ in Vorarlberg für die nächsten fünf Jahre. Die geplante „Herdprämie“ unter dem Deckmantel einer Erweiterung des Familienzuschusses für die Betreuung der Kinder zu Hause, fördere die Kinderbetreuungsquote nicht und sei auch nicht existenzsichernd.
Einzig die seit Jahrzehnten ÖVP-FPÖ-dominierte Wirtschaftskammer begrüßt das neue Regierungsprogramm.